# Carl Erland Andersson
Carl Erland Andersson, född 8 januari 1953, är en svensk författare, poet och kulturskribent. Andersson är bosatt i Varberg.

## Priser och utmärkelser
- 2016 – Gun och Olof Engqvists stipendium